# Maialen Lujanbio
Maialen Lujanbio Zugasti, née à Hernani (Espagne, province de Guipuscoa) le  26 novembre 1976) est bertsolari. Elle est diplômée des Beaux-arts. et lauréate du championnat de bertsolarisme en 2009 puis à nouveau en 2017. Elle aborde une grande diversité de sujets dans ses vers.

## Palmarès
- Bertsolari Txapelketa Nagusia (championnat du Pays basque):
  - Championne (3): 2009, 2017, 2022
  - Vice-championne(2): 2001, 2013
  - Finaliste(6): 1997, 2001, 2005, 2009, 2013, 2017.
- Gipuzkoako Bertsolari Txapelketa (Championnat de la province du Gipuzkoa):
  - Championne (1): 2003

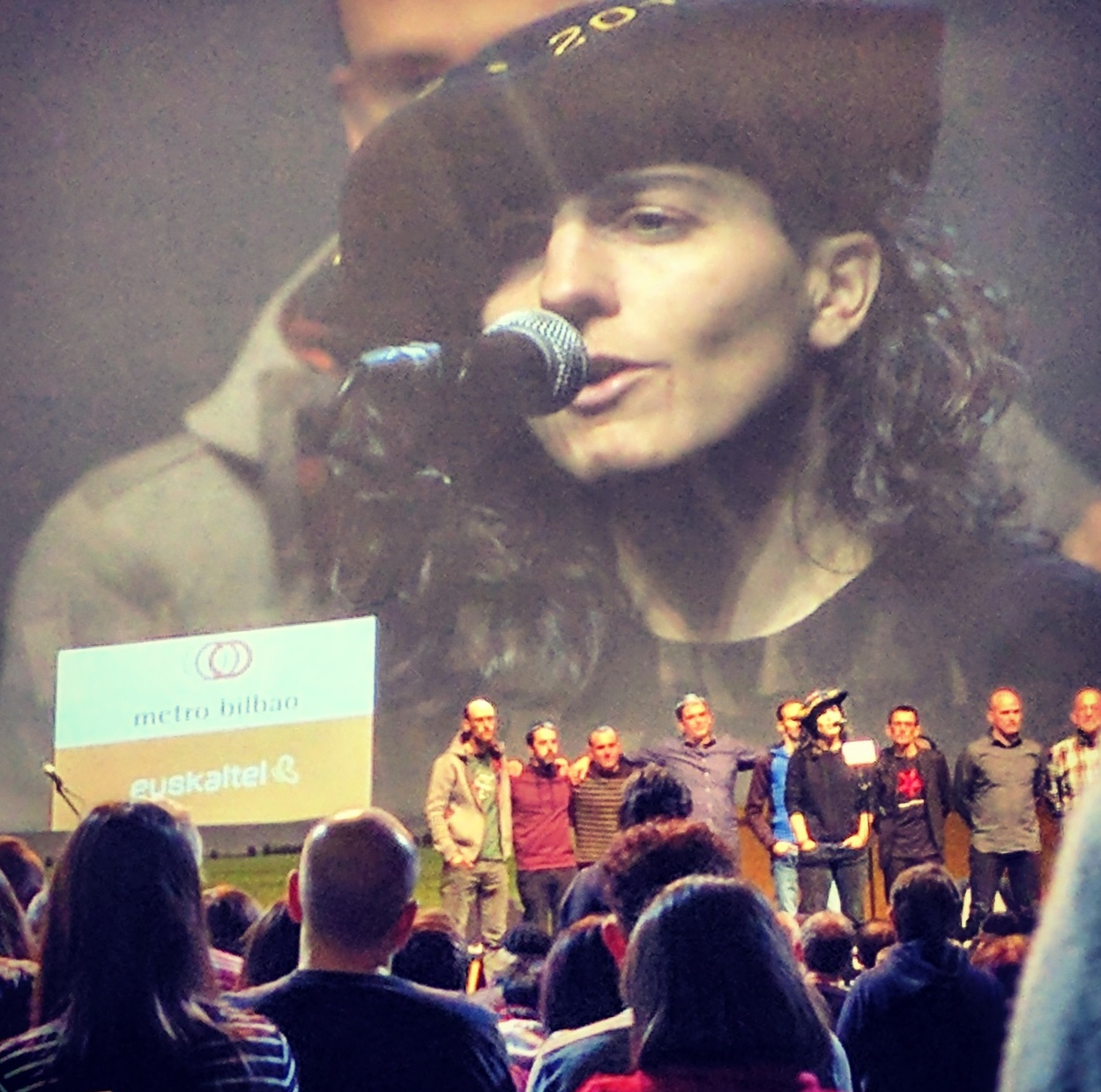
Maialen Lujanbio championne 2017
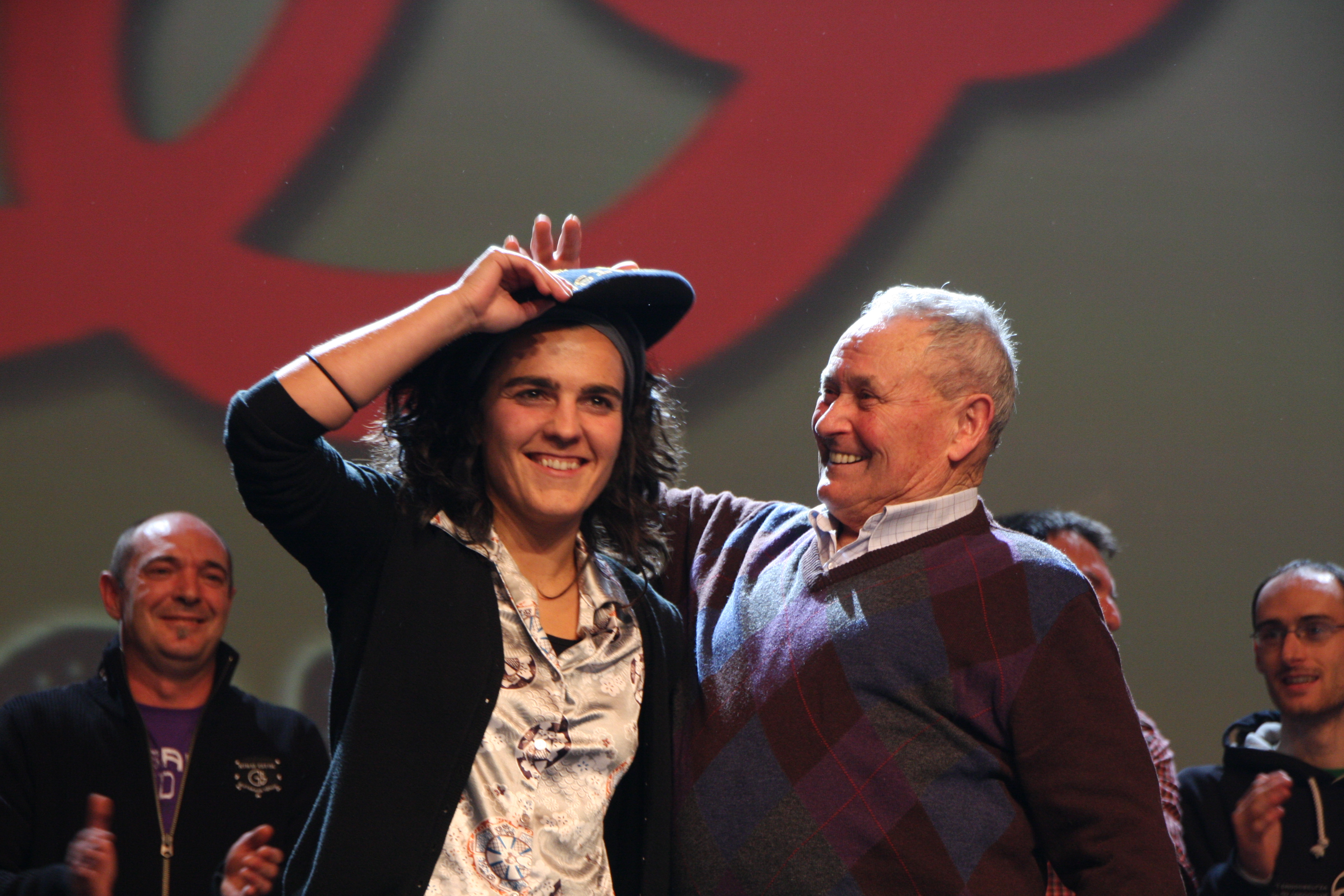
Maialen Lujanbio revêtant la txapela de championne en 2009

### Parcours jeunesse
- Gipuzkoako Eskolarteko Bertsolari Txapelketa (Championnat des écoles de bertso du Gipuzkoa)
  - Dans les grands :
    - Championne (1) : 1994
    - Finaliste (1) : 1993

  - Dans les petits :
    - Championne (2): 1990, 1991
    - Finaliste (2): 1988, 1992
- Euskal Herriko Eskolarteko Bertsolari Txapelketa (Championnat du Pays basque des écoles de bertso)
  - Dans les grands : 
    - seconde (1994)

  - Dans les petits
    - Championne  (3): 1990, 1991, 1992